# Anton Lutz (Fußballspieler, 1911)
Anton Lutz (* 7. Dezember 1911 in Bellheim; † 6. Mai 1985 ebenda) war ein deutscher Fußballspieler. Der Offensivspieler hat von 1933 bis 1944 in der Gauliga Südwest beziehungsweise Gauliga Baden bei den Vereinen FK Pirmasens und  VfR Mannheim insgesamt 107 Tore in den Ligaspielen erzielt.  Daneben hat er von 1938 bis 1944 in den Endrunden um die deutsche Fußballmeisterschaft 15 Spiele für die Mannheimer Rasenspieler absolviert und dabei zehn Tore erzielt. Der torgefährliche Angreifer hat mit dem VfR Mannheim viermal in den Jahren 1938, 1939, 1943 und 1944 die Meisterschaft in der Gauliga Baden gewonnen. Nach der Rückkehr aus der russischen Kriegsgefangenschaft hat er das Traineramt bei seinem Heimatverein Phönix Bellheim bis 1955 ausgeübt.

## Laufbahn

### Jugend und Gauliga Südwest, bis 1936
Mit 16 Jahren spielte der ballgewandte und torgefährliche Nachwuchsspieler bereits in der 1. Mannschaft seines Heimatvereines Phönix Bellheim. Er war maßgeblich an den Erfolgen in den Jahren 1929 (Kreismeister) und 1931 (Meisterschaft in der A-Klasse) beteiligt. In der Phönix-Chronik wird aufgeführt, dass Lutz fast in jeder Saison über 50 Tore erzielt hätte. Mit Einführung der Gauliga 1933 wechselte der Angreifer zum FK Pirmasens und spielte damit in der damals regional höchsten Spielklasse. Mit den Blau-Weißen vom Stadion an der Zweibrücker Straße belegte er drei Jahre in Folge, von 1933 bis 1936, jeweils den 2. Platz und erzielte dabei an der Seite von Nationalspieler Heinrich Hergert 41 Tore. Am 5. Januar 1936 stand er auch in der Gauauswahl Südwest beim Halbfinalspiel um den Reichsbundpokal in Augsburg gegen die Vertretung von Bayern. Er bildete auf Halblinks mit Linksaußen Josef Fath den linken Flügel der mit 2:1 Toren n. V. siegreichen Südwestauswahl. Das Werben um den Offensivspieler mit Ballverteilungsgeschick und Torjägerqualitäten gewann der VfR Mannheim; zur Saison 1936/37 schloss sich der „Lutze-Rot“, so der in Anlehnung an seine rot-blonde Haarfarbe entstandene Kosename, dem Verein aus dem Stadion an den Brauereien in Mannheim an.

### VfR Mannheim, 1936 bis 1945
Mit der Offensivverstärkung aus Pirmasens gewann der VfR in den Jahren 1938 und 1939 jeweils die Gauligameisterschaft in Baden. Lutz hatte zum ersten Meistertitel in 18 Ligaspielen 12 Tore beigesteuert und im Jahr der Titelverteidigung 11 Treffer erzielt. In den beiden „Derbys“ 1937/38 gegen Waldhof (3:2) und den VfL Neckarau (2:2) erzielte er alle fünf Tore für den späteren Meister. Denkbar knapp verpasste Lutz mit seinen Spielkameraden in der Endrunde um die deutsche Fußballmeisterschaft 1938 den Einzug in das Halbfinale. Mit der Angriffsbesetzung Kurt Langenbein, Philipp Rohr, Lutz, Gustav Adam und Karl Striebinger gewann der badische Meister am 18. April das Gruppenspiel beim FC Schalke 04 mit 2:1. Lutz hatte in der 73. Minute den VfR mit 1:0 in Führung geschossen. Im Rückspiel am 30. April trennten sich die zwei Rivalen um den 1. Gruppenplatz im Mannheimer Stadion vor 34.000 Zuschauern mit 2:2 und der VfR ging am 8. Mai in das letzte Gruppenspiel beim SV Dessau 05 mit einem Punkt Vorsprung vor Schalke. Lutz erzielte in der 37. Minute die 1:0-Führung, der VfR verlor aber mit dem 1:1-Ausgleichstreffer der Nullfünfer in der 73. Minute seinen Punktvorsprung gegenüber den Mannen um Ernst Kuzorra und Fritz Szepan. Königsblau gewann das letzte Spiel am 22. Mai im Heimspiel gegen Dessau mit 6:1 und erreichte damit Punktgleichheit und durch das bessere Torverhältnis den Einzug in das Halbfinale. Lutz hatte in sechs Endrundenspielen sechs Tore erzielt.
Warum Lutz im ersten Kriegsjahr 1939/40 in der Gruppe Nordbaden kein Spiel für den VfR bestritt und in der Endrunde lediglich beim Derby am 5. Mai 1940 gegen den SV Waldhof, bei einer 0:2-Niederlage, zum Einsatz gekommen ist, lässt sich aus der vorliegenden Literatur nicht begründen. Auch in den nächsten zwei Kriegsrunden, die für die Rasenspieler nicht den gewohnten Kampf um die Meisterschaft erbrachten, war Lutz nicht permanent auf dem Feld. Aber er konnte in den zwei Runden 1940/41 und 1941/42 immerhin insgesamt 17 Spiele bestreiten und elf Tore erzielen. Laut Ebner ist er erst Ende 1943 an die Ostfront abkommandiert worden. In der Runde 1942/43 hat Lutz an der Seite von Rekordtorjäger Walter Danner (58 Tore) in 18 Ligaspielen 26 Tore bei der mit 137:12 Toren und 36:0 Punkten errungenen Gauligameisterschaft erzielt. Zumeist lief der Angriff des VfR in dieser Saison mit August Schwab, Walter Danner, Herbert Druse, Anton Lutz und Karl Striebinger auf, so auch in den drei Endrundenspielen um die deutsche Fußballmeisterschaft 1943 gegen den 1. FC Nürnberg (3:1), Westende Hamborn (8:1) und den FV Saarbrücken (2:3).
An der Ostfront geriet er nahe Swerdlowsk, dem heutigen Jekaterinburg, in russische Gefangenschaft und kehrte erst wieder 1949 nach Deutschland zurück.
Philipp „Fips“ Rohr, ein Mannheimer Fußball-Urgestein und VfR-Mitspieler von dem Fußballer aus Bellheim, schreibt in seinem 1992 erschienenen Buch „Ein Bloomaul am Ball“ über Anton Lutz: „Ich möchte einen Mittelstürmer noch einmal in Erinnerung rufen, der ‚Spitze‘ und ‚Sturmführer‘ zugleich war. Eigentlich kam er vom Halblinken-Posten: Anton Lutz aus Bellheim/Landau, rothaarig, hervorragend in der Ballbehandlung, Ball mit dem Körper gut abschirmend, etwas langsam, gemächlich fast, und trotzdem in der Reaktion schnell. Geschickt verteilte er die Bälle und hatte einen kurzen, trockenen Schuss. Er wurde zum Konkurrenten für die „Worschd“ (Kurt Langenbein). ‚Attention le rouge!‘ hörte ich in Paris – der VfR war während der Weltausstellung 1937 dort – rufen, wenn der stämmige Anton im Spiel gegen Red Star am Ball war. […] Der ‚Lutze Anton‘ hat beim Gruppenspiel in Schalke-Gelsenkirchen 1938 das wichtige 1:0 für den späteren 2:1-Sieg geschossen. Wir Mitspieler erdrückten ihn fast bei der Gratulation. ‚Die Kuggel feschd am Fuß kleewend hodd er se kords aus em Geleng vun de Schdroofraumgrends mit unhoimlischer Wuchd uff de Kaschde gejagd. De Klodt hodd nix mehr mache kenne. Des Ding hodd genau gebassd. Der Klodt muss sisch vorkumme soi wie en armer Schlugger.“

### Auswahlspieler
Als Spieler vom FK Pirmasens wurde Lutz zusammen mit den Nationalspielern Edmund Conen, Wilhelm Sold, Rudolf Gramlich und Heinrich Hergert mehrfach in die Südwest-Gauauswahl berufen. Als Spieler vom VfR Mannheim vertrat er die badischen Farben in neun Spielen und war neunfacher Torschütze. Herausragende Mitspieler neben seinen VfR-Mannschaftskollegen waren in der Gauauswahl Baden Spieler wie Erich Fischer, Hermann Gramlich, Fritz Hack, Ernst Heermann, Josef Erb, Georg Herbold, August Klingler und Helmut Schneider.

### Trainer
Als Lutz als Spätheimkehrer 1949 aus der Gefangenschaft zurückgekehrt war, übernahm er seinen Heimatverein Phönix Bellheim zunächst als Spielertrainer, dann als Trainer und qualifizierte sich nach der Saison 1951/52 für die neue 1. Amateurliga Südwest. Im ersten Jahr der 1. Amateurliga, 1952/53 belegte er mit Phönix den 4. Rang und wurde Pokalmeister. Im Sommer 1955 hörte er als Trainer auf und widmete sich, er war nach dem Krieg für die Besteckwarenfabrik Körtner in Solingen im Außendienst tätig gewesen, ausgiebig seinem zweiten Hobby, dem Wandern. Er verstarb am 6. Mai 1985 im Alter von 73 Jahren an den Folgen eines Herzinfarktes.

## Erfolge
- Gaumeister Baden 1938, 1939, 1943, 1944
- Zweiter der Gaumeisterschaft Südwest 1935, 1936
- Reichsbundpokal-Finalist 1936